# Matinjärvi (Nedertorneå socken, Norrbotten)
Matinjärvi är en sjö i Haparanda kommun i Norrbotten och ingår i Keräsjoki-Sangisälvens kustområde. Sjön har en area på 0,0849 kvadratkilometer och ligger 7 meter över havet.

## Delavrinningsområde
Matinjärvi ingår i det delavrinningsområde (731609-186309) som SMHI kallar för Rinner till Seskaröfjärden. Medelhöjden är 8 meter över havet och ytan är 6,36 kvadratkilometer. Det finns inga avrinningsområden uppströms utan avrinningsområdet är högsta punkten. Avrinningsområdets utflöde mynnar i havet, utan att ha någon enskild mynningsplats.